# Justin Johnson (baloncestista de 1996)
Justin Blake Johnson (Hazard, Kentucky, 23 de mayo de 1996) es un baloncestista estadounidense que pertenece a la plantilla del Rinascita Basket Rimini de la Serie A2 italiana. Con 2,01 metros de estatura, juega en la posición de alero. 

## Trayectoria deportiva

### Universidad
Jugó cuatro temporadas con los  Hilltoppers de la Universidad de Kentucky Occidental, en las que promedió 12,7 puntos, 7,8 rebotes y 1,4 asistencias por partido. En 2017 fue incluido en el segundo mejor quinteto de la Conference USA, mientras que la temporada siguiente lo fue en el primero.

### Profesional
Tras no ser elegido en el Draft de la NBA de 2018, el 16 de julio firmó su primer contrato profesional con el Cagliari Dinamo Academy de la Serie A2, el segundo nivel del baloncesto italiano.